# Zornia marajoara
Zornia marajoara är en ärtväxtart som beskrevs av Huber. Zornia marajoara ingår i släktet Zornia och familjen ärtväxter. Inga underarter finns listade i Catalogue of Life.